# John Martyn (músico)
John Martyn MBE (New Malden, Londres, 11 de setembro de 1948 – Kilkenny, 29 de janeiro de 2009), nascido Iain David McGeachy, foi um cantor, compositor e guitarrista britânico. Em sua carreira, lançou 21 álbuns de estúdio, tendo trabalhado com artistas como Eric Clapton, David Gilmour e Phil Collins. Foi descrito pelo Times como "um guitarrista e cantor eletrizante cujas músicas mesclavam entre folk, jazz, rock e blues".